# Avicennia germinans
Avicennia germinans, llamado popularmente mangle blanco, mangle prieto o mangle negro, es un árbol de la familia Acanthaceae. Desempeña un papel clave en el ecosistema del manglar como barrera contra las mareas y resguardo, crianza y protección de la vida silvestre. Crece en regiones tropicales y subtropicales de América, en ambas costas, del Atlántico y del Pacífico, y en la costa del Atlántico de África tropical, donde prospera en las orillas arenosas. Es común en áreas costeras de Texas y Florida y habita desde norte de Luisiana y Georgia en los Estados Unidos y por las costas hasta Sudamérica. 

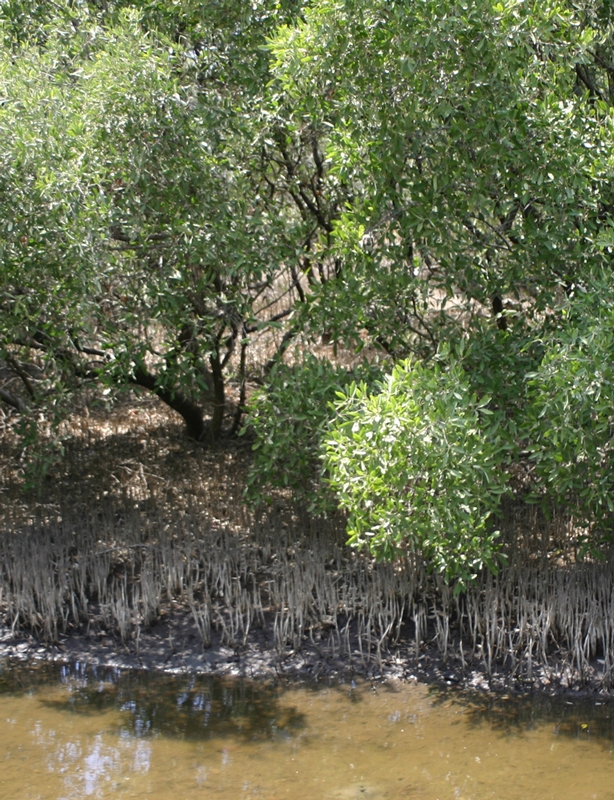
Vista de la planta

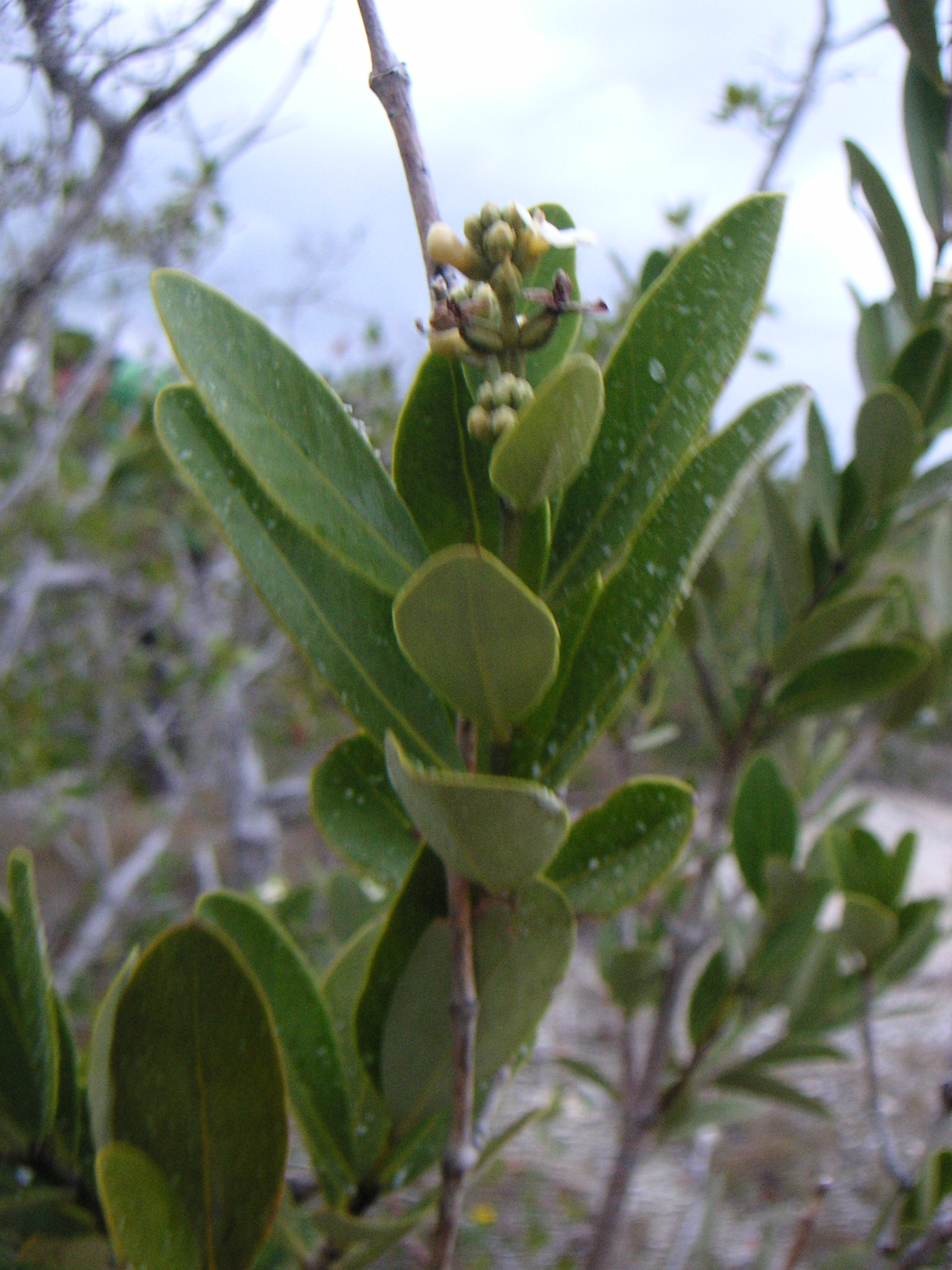
Hojas

## Descripción
Es un árbol o arbusto que alcanza un tamaño de 3-10 m de alto. A diferencia de otras especies de mangle, esta especie posee un tipo de raíces llamadas neumatóforos que permiten a la planta respirar incluso cuando está sumergida. 

Tiene hojas angostas, elíptico-oblongas, de 6,5-10 cm de largo y 1,5-3 cm de ancho, con ápice agudo (agudo-redondeado), y base cuneada. Son de color verde oscuro, aunque a menudo aparecen blanquecinas por la sal excretada durante la noche y en días nublados. Inflorescencia en forma de espiga 1 (2)-compuesta, de 9 cm de largo y 2-5 cm de ancho, flores agrupadas en los extremos, bráctea floral ovada, de 2,5-3 mm de largo, bractéolas lanceoladas, de 2,5-4 mm de largo; cáliz de 3,5-4,5 mm de largo; corola de 4,5-8 mm de largo; estambres con anteras exertas, filamentos de 2,5-4 mm de largo, todos similares y filiformes. Fruto ovado-oblicuo, apiculado, de 1,5-2 cm de largo y 1-1,5 cm de ancho, escasamente seríceo.

Como otros mangles, se reproduce por viviparidad. Sus semillas germinan aún encerradas en el fruto, antes de caer al agua. Una vez liberadas del fruto se mantienen viables durante un año.

La germinación se produce en pleno verano, aunque se pueden ver los frutos llenos de semillas en los árboles durante todo el año. 

## Ecología
Se encuentra a menudo en compañía del mangle rojo (Rhizophora mangle) y el mangle blanco (Laguncularia racemosa). Los mangles blancos ocupan el área interna de los bosques, rodeados por los mangles negros que ocupan los márgenes; y a su vez están rodeados por los mangles rojos. Las tres especies trabajan juntas para estabilizar la línea de costa amortiguando el efecto de las mareas, además de atrapar los detritos arrastrados por ellas. También proporcionan zonas de alimentación, nacimiento y cría para una gran variedad de fauna terrestre y acuática.

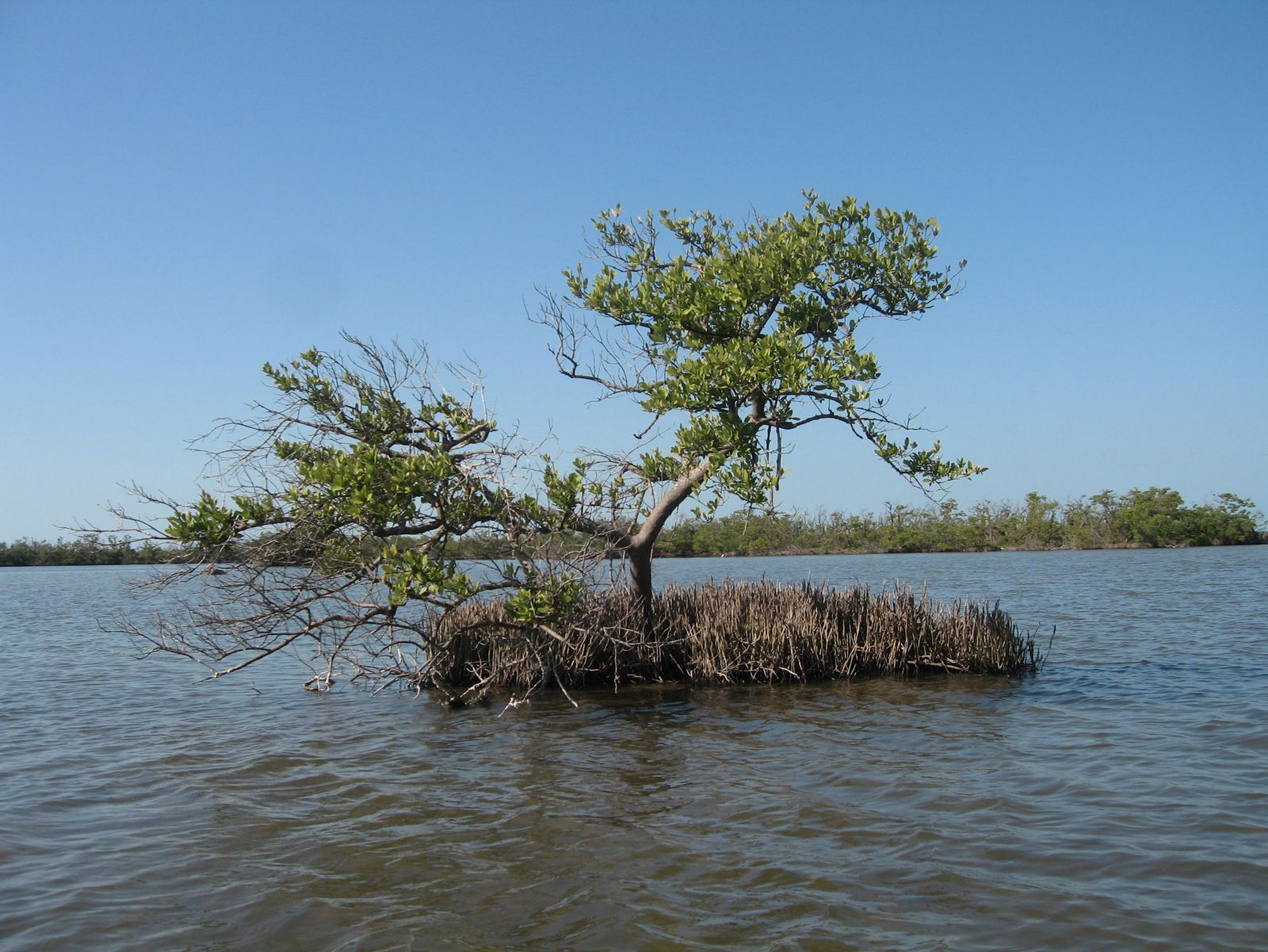
Ejemplar creciendo en agua superficial en el Parque nacional de los Everglades

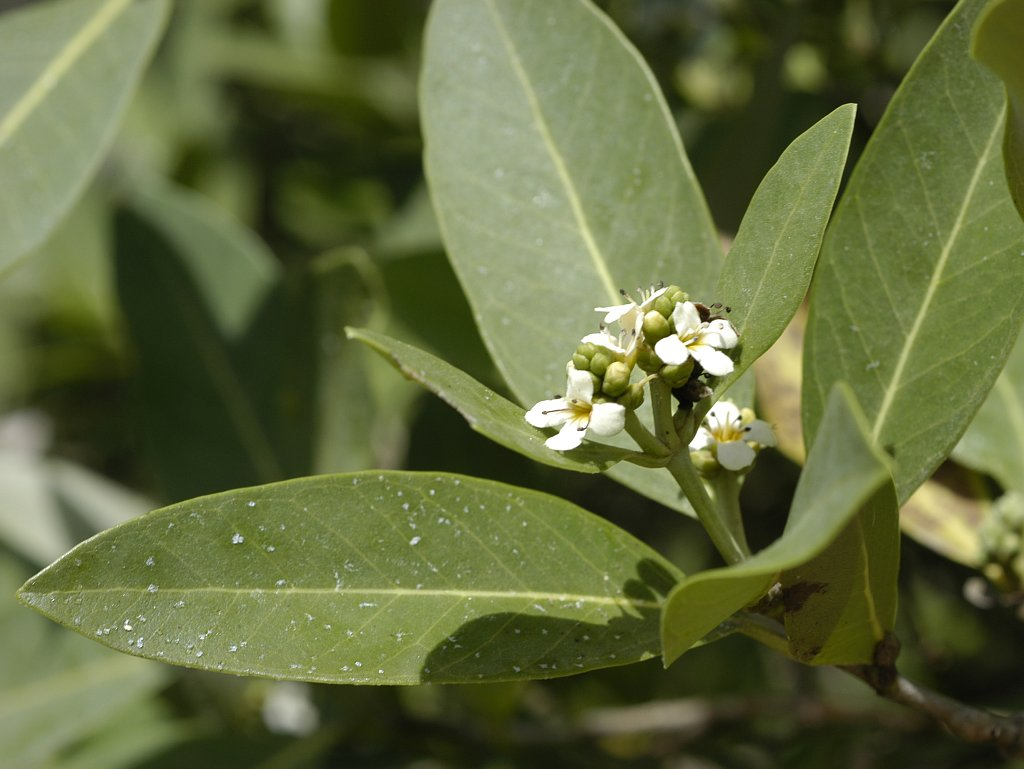
Flores

El mangle negro crece justo por encima de la pleamar en lagunas costeras y estuarios de agua salobre. Es menos tolerante de condiciones altamente salinas que otras especies que habitan en ecosistemas de mangle. Puede alcanzar 10 a 15 m de altura, a pesar de ser un arbusto pequeño en regiones más frescas de su hábitat. 
Se llama comúnmente «mangle negro» debido al color del tronco. Mientras el duramen es marrón oscuro a negro, la albura es de un marrón amarillento. Tiene la propiedad inusual de tener un duramen menos denso que la albura, la cual se hunde en el agua mientras que el duramen flota. A pesar de crecer en un ambiente marino, la madera seca está sujeta al ataque de barrenadores y termitas marinas. 
La madera es fuerte, pesada y dura, difícil de trabajar debido a su grano entrelazado y su textura grasosa. 

Se utiliza para leña y carbón; en carpintería para postes, pilotes, vigas. El tanino de la corteza se ha utilizado para curtir el cuero.[cita requerida]

## Taxonomía
Avicennia germinans fue descrita por Carlos Linneo y publicado en Species Plantarum ed. 3 2: 891. 1764.

### Etimología
Avicennia: nombre genérico otorgado en honor del científico y filósofo persa Avicena.

### Sinonimia
- Avicennia africana P.Beauv.[6]
- Avicennia elliptica Holm
- Avicennia floridana Raf.
- Avicennia germinans (L.) Stearn
- Avicennia germinans f. venezuelensis Moldenke
- Avicennia germinans var. cumanensis (Kunth) Moldenke
- Avicennia germinans var. guayaquilensis (Kunth) Moldenke
- Avicennia lamarckiana C.Presl
- Avicennia meyeri Miq.
- Avicennia nitida Jacq.
- Avicennia oblongifolia Nutt. ex Chapm.
- Avicennia tomentosa Jacq.
- Avicennia tomentosa var. campechensis Jacq.
- Avicennia tomentosa var. cumanensis Kunth
- Avicennia tomentosa var. guayaquilensis Kunth
- Avicennia tonduzii Moldenke
- Bontia germinans L.
- Hilairanthus nitidus (Jacq.) Tiegh.
- Hilairanthus tomentusus (Jacq.) Tiegh.